# 阿锐巴 (科罗拉多州)
阿锐巴（英語：Arriba），是美国科罗拉多州林肯县下属的一座城市。建市于1918年8月29日，面积大约为0.44平方英里（1.14平方公里）。根据2010年美国人口普查，该市有人口193人。2011年估计该市有人口193人，相比2010年人口增长率为0.00%。同时，论人口该市是科罗拉多州第235大城市。